# Moczydła (Czarnków-Trzcianka)
Pour les articles homonymes, voir Moczydła.
Moczydła (prononciation : [mɔˈt͡ʂɨdwa]) est un village polonais de la gmina de Drawsko dans le powiat de Czarnków-Trzcianka de la voïvodie de Grande-Pologne dans le centre-ouest de la Pologne.
Il se situe à environ 4 kilomètres à l'ouest de Drawsko (siège de la gmina), 41 kilomètres à l'ouest de Czarnków (siège du powiat), et à 80 kilomètres au nord-ouest de Poznań (capitale de la Grande-Pologne).

## Histoire
De 1975 à 1998, le village faisait partie du territoire de la voïvodie de Piła.

Depuis 1999, Moczydła est situé dans la voïvodie de Grande-Pologne.